# Національний бестселер (премія)
Національний бестселер — щорічна загальноросійська літературна премія. Яка вручається в Петербурзі за найкращий роман, написаний російською мовою протягом всього року. Девіз премії — «Прокинутися знаменитим!». Премія була заснована в 2001 році Костянтином Тубліним.

## Процедура присудження
На першому етапі значне число номінантів (призначених Оргкомітетом з охопленням всієї території шкіл і смаків — тут представники основних видавництв, «товстих» журналів, діячі російської літератури Росії і зарубіжжя[джерело?], критики і знакові письменники) називає по одному твору, який вийшов в звітному році чи знайомому номінанту у вигляді рукопису. Так формується довгий список. Він публікується в ЗМІ із зазначенням, хто кого висунув.
На другому етапі Велике журі (близько 20 осіб), також формується Оргкомітетом і складається з професійних літературних критиків різних напрямків, оцінює висунуті твори. При цьому журі ніколи не збирається разом і нічого не обговорює колективно. Кожен критик може відібрати з усього прочитаного два твори, одному з яких 3 бали, другому — 1 бал. Результати відбору публікуються — із зазначенням, хто як проголосував. Твори, які набрали найбільшу кількість балів, утворюють короткий список.
На третьому етапі Мале журі, сформоване Оргкомітетом і складається вже не тільки з професійних письменників, а й з освічених читачів, авторитетних діячів мистецтва, політики і бізнесу, — робить уже читацький вибір з творів короткого списку.
У разі, якщо за два твори учасниками малого журі подано однакову кількість голосів, право визначити переможця надається Почесному голові Малого журі. Голосування відбувається під час процедури присудження премії.

## Призи
Переможець отримує грошову премію (еквівалентну 10 000 доларів США), яка ділиться в пропорції 7:3 між ним і номінантом.
У січні 2017 року було оголошено, що переможець отримає мільйон рублів, які він розділить в пропорції 9:1 зі своїм номінантом. Інші фіналісти премії отримають по 60 тисяч рублів.
Учасники шорт-листа отримують заохочувальні призи в розмірі, еквівалентному 1000 доларів США. І головний, і заохочувальні призи вручаються лише за умови присутності учасників шорт-листа або їх довірених осіб на заключній церемонії, як правило, в останню п'ятницю травня в Санкт-Петербурзі.
Переможець стає членом Малого журі наступного циклу премії.

### Ювілейна премія «Супер-Нацбест»
У 2011 році на честь десяти років існування премії була вручена ювілейна премія з назвою — «Супер-Нацбест» (в розмірі 100 тисяч доларів). Конкурс проводився серед переможців премії «Національний бестселер» за минулі 10 років. Умовою вручення була присутність лауреата на фінальній церемонії 29 травня 2011 року.
В результаті відкритого голосування журі на чолі з помічником Президента РФ Аркадієм Дворковичем, премію «Супер-Нацбест» отримав письменник Захар Прилепин за збірку оповідань «Гріх».

## Переможці
2001 рік
Переможець: Леонід Юзефович за роман «Князь вітру»
Короткий список:
- Сергій Болматов «Самі по собі»;
- Дмитро Биков «Виправдання»;
- Едуард Лимонов «Книга мертвих»;
- Олександр Проханов «Ті, що йдуть в ночі»;
- Володимир Сорокін «Бенкет»;
- Леонід Юзефович «Князь вітру».

Журі: Володимир Коган, Павло Крусанов, Едуард Лимонов, Артемій Троїцький, Олена Шварц;
Почесний голова — Ірина Хакамада.
2002 рік
Переможець: Олександр Проханов за роман «Пан Гексоген»
Короткий список:
- Дмитро Бортніков «Синдром Фріца»;
- Ірина Денежкина «Song for lovers»;
- Сергій Носов «Дайте мені мавпу»;
- Олег Павлов «Карагандинські дев'ятини»;
- Олександр Проханов «Пан Гексоген»;
- Ольга Славникова «Безсмертний».

Журі: Юлія Ауг, Володимир Бондаренко, Михайло Трофименков, Ірина Хакамада, Сергій Шнуров, Леонід Юзефович;
Почесний голова — Володимир Коган.
2003 рік
Переможець: Олександр Гаррос, Олексій Євдокимов за роман «[Голово] ломка»
Короткий список:
- Дмитро Биков «Орфографія»;
- Олександр Гаррос, Олексій Євдокимов «Головоломка»;
- Володимир Яременко-Толстой «Мій-мій»;
- В'ячеслав Дьогтєв «Хрест»;
- Сергій Коровін «Прощання з тілом»;
- Павло Крусанов «Бом-бом».

Журі: Лев Данилкін, Ірина Денежкина, Олександра Куликова, Леонід Парфьонов, Олександр Привалов, Олександр Проханов;
Почесний голова — Валентин Юдашкін.
2004 рік
Переможець: Віктор Пєлєвін за роман «ДПП (NN)»
Короткий список:
- Віра Галактіонова «Крилатий будинок»;
- Ілля Масодов «Чорти»;
- Віктор Пєлєвін «ДПП (NN)»;
- Валентин Распутін «Дочка Івана, мати Івана»;
- Андрій Тургенєв «Місяць Аркашон»;
- Олександр Червінський «Шишкин ліс».

Журі: Рубен Гальєго, Олександр Гаррос, Олексій Євдокимов, Олександр Іванов, Тіна Канделакі, Ксенія Раппопорт, Олексій Тарханов;
Почесний голова — Олександра Куликова.
2005 рік
Переможець: Михайло Шишкін за роман «Венерине волосся»
Короткий список:
- Дмитро Биков «Евакуатор»;
- Олег Зайончковський «Сергєєв і містечко»;
- Тетяна Москвіна «Смерть — це все чоловіки»;
- Захар Прилепин «Патології»;
- Оксана Робскі «Casual (Повсякденне)»;
- Михайло Шишкін «Венерине волосся».

Журі: Олександр Гаврилов, Андрій Дмитрієв, Світлана Конеген, диякон Андрій Кураєв, Віктор Пєлєвін, Кирило Серебренніков;
Почесний голова — Леонід Юзефович.
2006 рік
Переможець: Дмитро Биков за біографію «Борис Пастернак»
Короткий список:
- Дмитро Биков «Борис Пастернак»;
- Сергій Доренко «2008»;
- Павло Крусанов «Американська дірка»;
- Захар Прилепин «Санькя»;
- Андрій Рубанов «Садіть, і виросте»;
- Ігор Сахновський «Щасливці і божевільні».

Довгий список містив 50 творів.
Журі: Юля Беломлинская, Катерина Волкова, Дем'ян Кудрявцев, Ілля Хржановський, Михайло Шишкін, Світлана ячевская;
Почесний голова — Едуард Лимонов.
2007 рік
Переможець: Ілля Бояшов за роман «Шлях Мури»
Короткий список:
- Вадим Бабенко «Чорний пелікан»;
- Ілля Бояшов «Шлях Мури»;
- Дмитро Биков «ЖД»;
- Володимир Сорокін «День опричника»;
- Людмила Улицька «Даніель Штайн, перекладач»;
- Лена Елтанг «Втеча куманики».

Довгий список містив 56 творів.
Журі: Василь Бархатов, Дмитро Биков, Ілля Лазерсон, Михайло Леонтьєв, Яна Милорадівська, Анфіса Чехова;
Почесний голова — Сергій Васильєв.